# Nogi Mareszuke
Nogi Mareszuke (乃木希典; Hepburn: Maresuke Nogi; Edó, 1849. december 25. – Tokió, 1912. szeptember 13.) japán főnemes, tábornok, 1896–1898 között Tajvan szigetének katonai kormányzója. 
Szamuráj családban született, majd ifjúkorára tiszt lett a Japán Császári Hadseregben. Részt vett az első kínai–japán háborúban. Oroszlánrésze volt Lüshunkou (a későbbi Port Arthur) elfoglalásában, de nem tudni, hogy milyen mértékben volt köze a győzelem után elkövetett mészárlásokban. A háború után két évig Tajvan kormányzója volt. Az 1904-ben kitört orosz–japán háború során ő irányította a japán csapatokat Port Arthur ostroma idején, és véres küzdelmek árán végül sikerült bevennie az oroszok uralta kikötőt 1905. január 2-án. Egy hónappal később az ostrom befejezése után immár felszabadult 3. hadsereggel Nogi sikeresen harcolt a Mukdeni csatában, ahol a japánok végső győzelmet arattak az orosz szárazföldi erők felett. 
Nogi a katonai pályája mellett tehetséges költő is volt, és több verse is fennmaradt az utókornak. Meidzsi japán császár temetésének napján, 1912. szeptember 13-án feleségével együtt rituális öngyilkosságot (szeppukut) követett el tokiói házukban.

## Élete

### A kezdetek, katonai pályafutása
Az akkor még hivatalos használatban lévő japán naptár szerint november 11-én született. Apja egy szegény, Csósú hanhoz tartozó szamuráj volt. Gyermekkorában Mudzsinnak hívták, majd 18 éves korában a Nogi Bunzó nevet vette fel. Az ifjú Nogi rendkívül finom és gyengéd lélek volt, szerette a festészetet és jól tudott varrni. 16 évesen Hagiba költözött, és ott a Bunossin Tanaka által alapított iskolában végzett tanulmányokat. 1869-ben belépett a Japán Császári Hadseregbe. 1871-től őrnagy és ebben az időben vette fel a Mareszuke nevet. Katonáival részt vett a Szaigó Takamori által vezetett szacuma-lázadás leverésében. A katonái és a lázadó szamurájok közötti heves csata közben elesett az egység zászlótartója és a lázadók megszerezték a 14. gyalogezred hadi jelvényét. Nogi ezt hatalmas szégyennek érte meg és egymaga az élete kockáztatásával többször megpróbálta visszaszerezni, de mindannyiszor kudarcot vallott. Lehet hogy ez is hozzájárult a későbbi öngyilkosságáért.
A háborút követően 1876. augusztus 27-én megházasodott egy szacumai szamuráj negyedik lányát vette el, a húszéves Sizukót. 1877-ben megszületett első fia, Kacunori. 1886-ban egy évig a Német Birodalom tartózkodott, hogy tanulmányozza az ország haditechnikáját és hadseregét. Miután hazatért Európából egy kis ideig földműveléssel foglalkozott Japán nyugati partján.
Az első kínai–japán háború 1894-es kitörését követően ismét aktív katonai szolgálatot látott el és részt vett a Mandzsúriában zajló hadműveletekben. Nogi részt vett a Lüshunkou (a későbbi Port Arthur) elleni ostromban. 1894. október 24-én szállt partra a Liatoung-félszigeten, majd november 6-án elfoglalta a kínaiak által kevésbé védett Csincsou városát és november 7-én Talien kikötővárosát. A csata Lüshunkou-ért november 20-án folyt, majd másnap általános támadás következett. A kínaiak csekély ellenállást tanúsítva igyekeztek elmenekülni és csak a kínaiak partvédelmi állásai okoztak némi akadályt. A japánok a kikötőt hadihajók támogatásával még aznap elfoglalták. Azonban néhány kínai katona a civil lakosság közt próbált elvegyülni így a japánok megtorlóakciókat szerveztek, melyek nemsokára nyílt mészárlásba csaptak át. Nogi szerepe a csata utáni öldöklésben nem ismert pontosan, de tény, hogy ő volt ekkor a rangidős tiszt.

### Tajvan katonai kormányzójaként

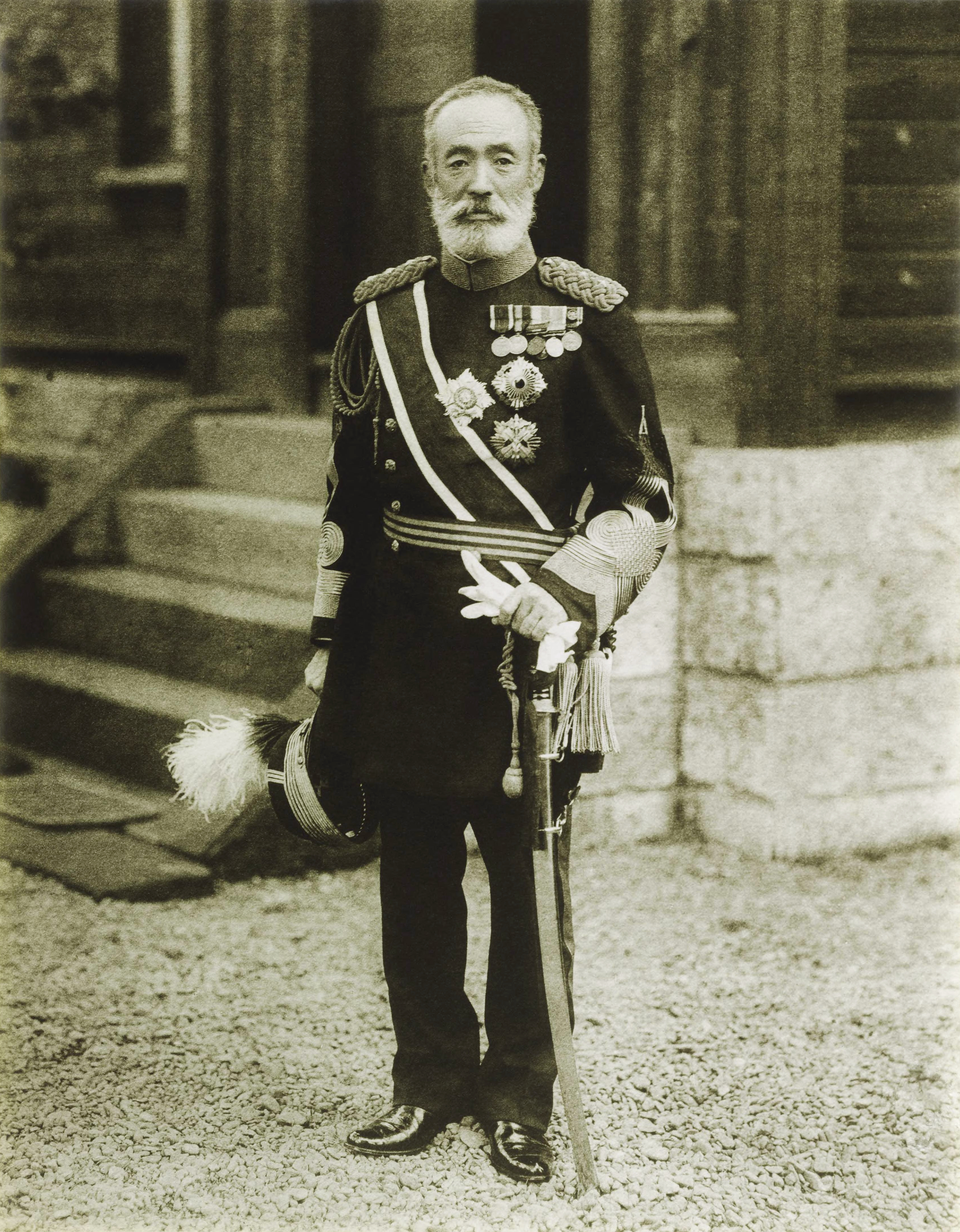
Nogi Mareszuke tábornok

1896 októberében kinevezték Tajvan harmadik katonai kormányzójának. Nogi altábornagy elődeinél már szemmel láthatólag jobban odafigyelt a sziget igazgatására. A japán uralom megszilárdításáért és a hatékonyság növelése érdekében háromszakaszos éberségi rendszert vezetett be, mivel ekkor 400 lakosra jutott egy rendőr. A forrongó hegyi területeken a hadsereg és a katonai rendőrség próbált rendet tartani, a stabilizáltabb körzetekben a katonai rendőrség és a rendőrség közösen látott el feladatokat, a pacifikált zónákat pedig kizárólag a rendőri erők felügyelték. A törvényesség látszatának megőrzésére ötfős bírói bizottságot alakítottak, amely 1895 és 1897 között 430 ügyben járt el 819 vádlott ellen, és 160 halálos ítéletet hozott. A hegyi zónákban ezalatt a hadsereg tüzérséggel lőtte a falvakat és sok embert lemészárolt.
A pacifikálást nehezítette az is, hogy a japán kormány mandarin nyelven beszélő tolmácsokat küldött a szigetre, abban a hitben, hogy az itteni kínaiak is azt beszélik, így a hakka és hokkien nyelven beszélőkkel való érintkezéshez segédtolmácsokat kellett igénybe venni, ami sok félreértéshez vezetett. Ezen kívül a sziget megszállása anyagilag is megterhelte a japán kormányt, hiszen a csatározásoknak köszönhetően a mezőgazdaság teljesítőképessége nagyon lecsökkent, és a legfontosabb cukor- és kámforkitermelést külföldi vállalatok tartották kezükben. Nogi két évig volt kormányzó, majd 1898-ban lemondott tisztségéről.

### Szolgálata az orosz–japán háború idején

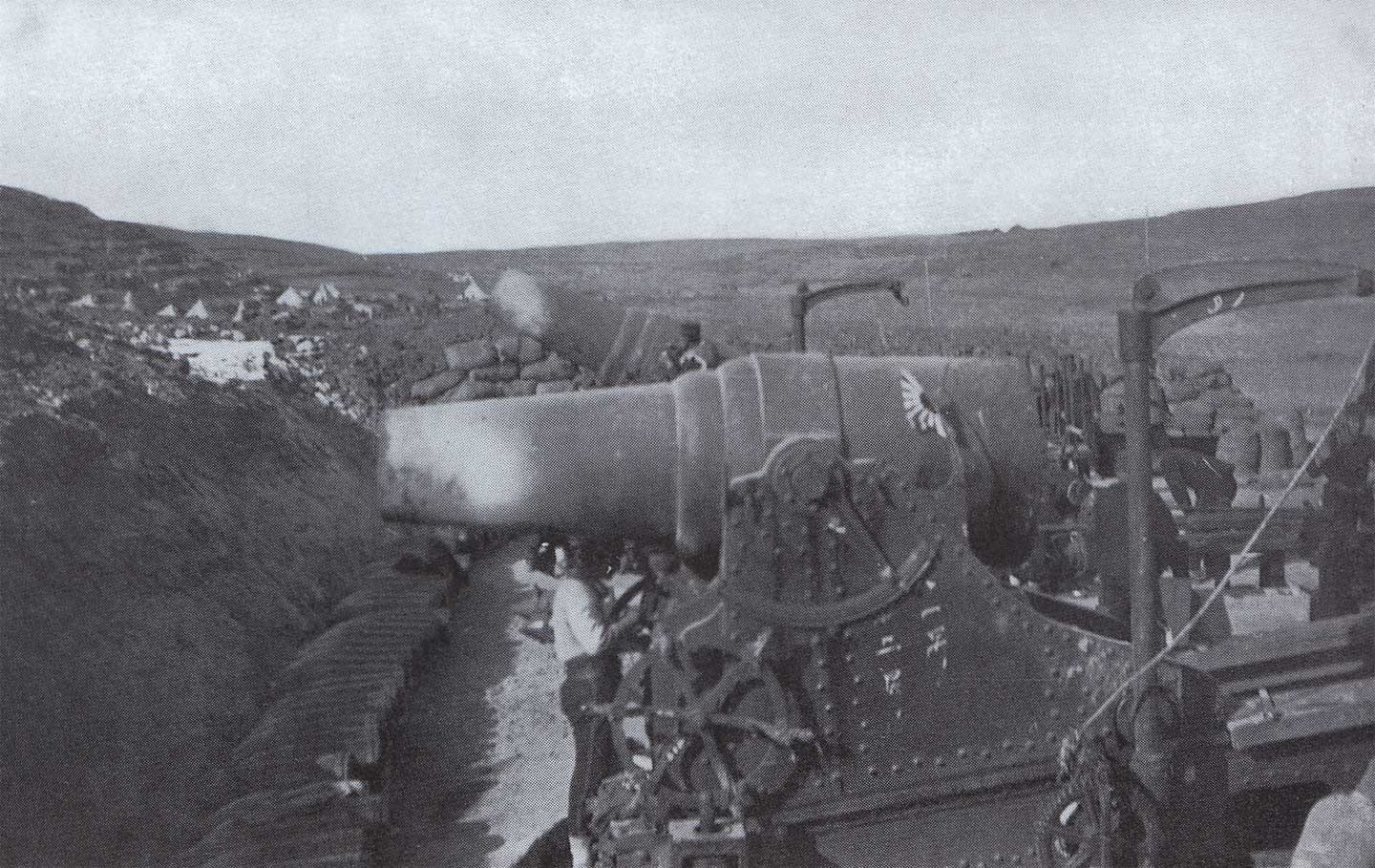
Port Arthur ostromában részt vett német gyártmányú japán 28 cm-es tarack

Az 1904-ben kitörő orosz–japán háború megkezdését követően a tapasztalt Nogit előléptették és ismét aktív szolgálatba helyezték. Kinevezték a Port Arthur ostromára létrehozott Harmadik Hadsereg vezetőjének és megbízták az oroszok által védett kikötő-erődítményt. A körülbelül 80–150 000 katonával rendelkező Nogi 1904. július 30-án-kezdte meg az ostromot, de már az ostrom megkezdése előtt súlyos csapás érte a japánokat, mivel egy kisebb orosz egység elsüllyesztette a Hitacsi Maru nevű japán szállítóhajót, ami az ostromhoz szükséges 18 darab 280 mm-es nehézlöveget szállította. Ennek következtében Nogi kénytelen volt a tábori tüzérségének erejében bízni. A túlerőben lévő japán egységek az oroszok heves ellenállásának ellenére nyomultak előre, és augusztus közepére már a kikötőt és a várost övező dombok elé érkeztek. Az ostromlók augusztus 13-án elkezdték a kikötő védelmének kulcsát, a Magas-hegyet avagy a 203-as magaslatot lőni. A hegy elfoglalásával már a kikötőt és az ott rostokló hadihajókat is lehetett volna lőni és lényegében az oroszok már nem tudtak volna sokáig védekezni.
Nogi augusztus 16-án felszólította a védőket a megadásra, majd a nemleges választ követően augusztus 19-én sor került Port Arthur ellen a japán csapatok első általános rohamaára. A támadást heves ellenállás fogadta, és a japánoknak nem sikerült jelentősebb eredményt elérniük. Szeptember közepére a japánok nagy véráldozatok árán birtokukba vették a Hosszú-hegyet és onnan már tűz alatt lehetett tartani a belső kikötő nyugati felét. A japán ágyúk több orosz hajót megrongáltak, mire azok átvonultak a kikötő keleti medencéjébe. Emiatt muszáj volt elfoglalni a Magas-hegyet, még a kikötő felmentésére siető orosz Balti-flotta megérkezése előtt. Októberre japán hajókon megérkeztek a régóta várt új ostromlövegek, és Nogi még aznap tüzet nyitott a magaslatra. Ezt követően október 26-án újra támadásba lendült a gyalogság a hegy ellen, azonban ötnapnyi véres küzdelem során sem sikerült felőrölni az orosz védelmet. Egy hónappal később sor került a Port Arthur elleni negyedik rohamra, de súlyos japán veszteségek árán sem tudtak a támadók eredményt elérni. A tábornok ezután minden erejét a Magas-hegy elfoglalására fordította. November 27-től több mint egy hétig folyamatosak voltak a japán támadások. A rohamozó japánok közt hatalmas vérfürdőt rendeztek az oroszok, még egy orosz ellentámadás ellenére is december 6-án a japánok végül bevették a csúcsot. A hegyért folytatott küzdelemben legalább 11 000 japán katona esett el és sebesült meg. A halottak között volt Nogi fia, Jaszunori is, akit később posztumusz hadnaggyá léptettek elő.

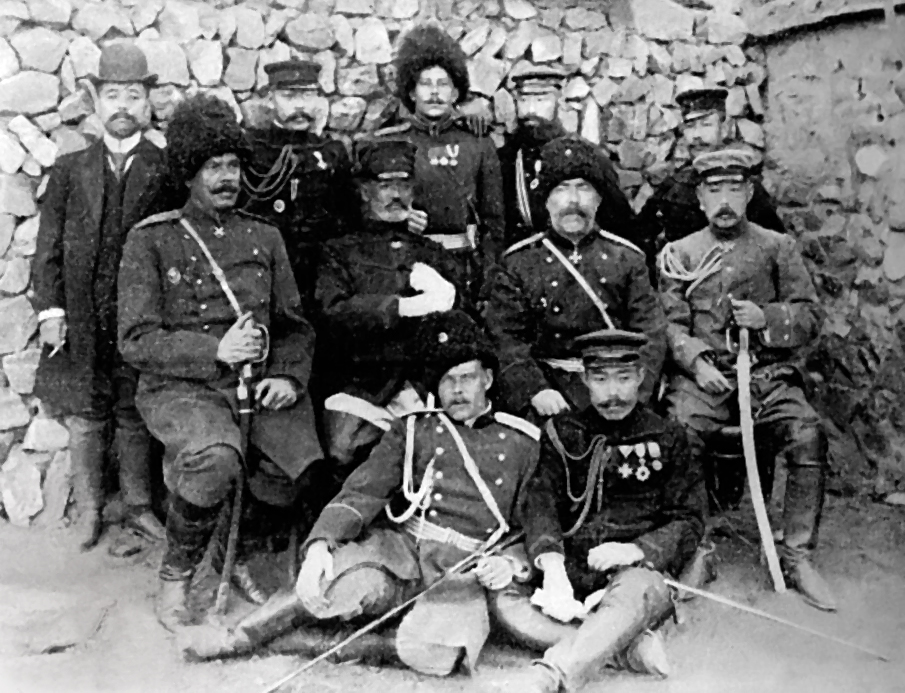
A kikötő megadása után a két oldal fényképezkedő tisztjei (Nogi a középső sorban balról a második, bal oldalán az orosz Anatolij Stössel tábornok)

 A japánok a kikötőben álló hajók közül többet is elsüllyesztetettek, s végül a megfogyatkozott és kimerült orosz védősereg 1905. január 2-án megadta magát.
Nogi erői az ostrom végeztével megindultak Mukden (ma Senjang) irányába, hogy az ott harcoló japán egységekhez csatlakozva részt vegyenek a Mukdeni csatában. Az összecsapás február 20. és március 10. között zajlott és súlyos orosz vereséggel végződött, így lényegében a szárazföldön véget ért a háború (a háború utolsó csatája a Csuzimai tengeri csata volt, melyben a japán hajóhad tönkreverte a csendes-óceánra érkező orosz Balti-flotta egységeit).
A háború nagyon megviselte az öregedő tábornokot, mindkét fiát elvesztette, és a Port Arthurban elszenvedett veszteségekért is önmagát tette felelőssé. Ezért Meidzsi császár előtt könnyektől küszködve bocsánatot kért a Port Arthur alatt meghalt több mint 50 000 japán katona életéért, és engedélyt kért arra, hogy önkezével oltsa ki életét. A császár azonban közölte vele, hogy nem tartja felelősnek, és elfogadhatatlannak véli azt, hogy öngyilkosságot kövessen el, legalábbis uralkodása alatt nem tehetett ilyet.

### További élete
A háború után Nogi hercegi címet kapott. A Gakusúin Főnemesi Iskolában (ez egy külön iskola volt a koronahercegek számára) négy évig, 1908–1912 között az ifjú Hirohito herceg, a majdani császár mentora volt. Az ifjú hercegre nagy hatással volt a veterán katona.
Meidzsi császár 1912-ben elhunyt és temetése napján Nogi és felesége is öngyilkosságot, szeppukut követett el. Az öngyilkossága előtt megírt levelében felfedte döntésének okait: egyrészről a szacuma-lázadás alatt elveszett ezredzászló, másrészről az általa ostromlott Port Arthur alatt meghalt több ezer ember miatti szégyenével magyarázta tettét. Holttestét az orvostudomány rendelkezésére bocsátotta.
A tábornokot halála után is mind a mai napig nagy tisztelet övezi, szentélyt szenteltek neki és lakóháza mind a mai napig látogatható.

## Költészete
Nogi Mareszuke katonai karrierje mellett számos verset is írt, melyek közül több fennmaradt. Ezen versei ún. kansi verselésűek, szövegüket kandzsi jelekkel írta. Két ismert verse (a magyar fordítás Kolonits Ferenc műve):
Kevéssel a Nansani csatát követően vetette papírja ezt a versét. A csatában vesztette el elsőszülött fiát is.:
| Kandzsi: 金州城外の作                                       | Magyar nyelvű: Csincsou falain kívül lett megírva |
| ----------------------------------------------------------- | --- |
| 山川草木轉荒涼 十里風腥新戰場 征馬不前人不語 金州城外立斜陽 | Hegyen, folyón fogy az élet, pusztul a fű, fa, Vértől szaglik a szél, hol harcok folytak imént. Nem vágtat győztes paripa és hallgat a harcos, Megy le a nap. Állok Csinzsou vára alatt. |

Nogi tábornok a háború befejezését követően írta ezt a versét:
| Kandzsi: 凱旋                                               | Magyar nyelvű: Egy dal a diadalról |
| ----------------------------------------------------------- | --- |
| 皇師百萬征強虜 野戰攻城屍作山 愧我何顔看父老 凱歌今日幾人還 | Császár serege, ezernyi ezer, lebírta az ellent, Síkon s várfal alatt hegyben áll a halott. Engem szégyen emészt – hogyan állok apáik elébe? Ülhetünk diadalt mi, a visszajövők? |